# Stefanie Biller
Stefanie Biller (* 30. Oktober 1985 in Augsburg) ist eine deutsche Schwimmerin, die vor allem bei Langstreckenwettbewerben im Freiwasser Erfolge feiert.
Stefanie Biller wohnt in Nördlingen und London und startet für den Wacker Burghausen.

## Erfolge
2009
- Deutsche Meisterschaften im Freiwasserschwimmen in Lindau im Juni 2009 (2. Rang 10 km; 1. Rang 25 km (nachdem sich der Bodensee auf nur noch 17,1 Grad abgekühlt hatte, wurde das 25-Kilometer-Rennen auf 15 Kilometer verkürzt))
- 8. Rang über 25 km bei den Schwimmweltmeisterschaften 2009 in Rom

insgesamt:
- 6 Titel bei Deutschen Meisterschaften, Silbermedaille 2009 über 10 km
- zwei Medaillen bei Europameisterschaften im Freiwasser (Zweite über 5 km 2004 und Dritte über 25 km 2006)
- zahlreiche vordere Platzierungen bei Weltmeisterschaften im Freiwasser (beste Platzierung Rang vier über 25 km 2004)